# Gheorghe Cozub
Gheorghe Cozub (n. 30 august 1937, Cuhureștii de Sus – d. 17 aprilie 2009, Chișinău) a fost un inginer oenolog, vinificator emerit al Republicii Moldova și al Franței, profesor universitar, doctor habilitat în științe tehnice, de două ori laureat al Premiului de Stat al Republicii Moldova (1974; 1983), membru corespondent al Academiei de Științe a Moldovei din 1993.

## Biografie
Gheorghe Cozub s-a născut la 30 august 1937 în satul Cuhureștii de Sus, județul românesc Soroca (astăzi, raionul Florești). După absolvirea școlii primare din sat, pleacă la Chișinău unde în 1956 termină cursurile Școlii de Vinificație și Viticultură. Apoi continuă studiile la Facultatea de Tehnologie a Institutului Tehnologic al Industriei alimentare și frigorifice din Odesa, Ucraina, și sub patronajul profesorului Aleksandr A. Preobrajenski  susține teza de doctorat Studierea instalațiilor de producere a vinului Xeres în flux la aceeași instituție în 1972 .
La sugestia profesorului său, pentru care a purtat un adânc respect, Gheroghe Cozub continuă munca de cercetare concomitent cu cea de producere . Astfel între 1961–1963 a lucrat în calitate de inginer-tehnolog la fabrica de vinuri din satul Cazaclia, raionul Ceadâr-Lunga, iar în perioada 1963-1966 a indeplinit funcția de șef adjunct al secției de producere a Direcției generale pentru viticultură și vinificație a Ministerului Industriei Alimentare a Moldovei.
Perioada când Gheorghe Cozub a absolvit instituția din Odesa a coincis cu o inițiativă, lansată pe-atunci în URSS, care a constat în trecerea treptată de la consumul de băuturi tari (rachiul) la niste băuturi intermediare, între rachiu și vin, care în Republica Moldova a devenit vinul de Porto. Intermediarele, însă, figurau doar ca proiect și proaspătul absolvent împreună cu alți specialiști se dedică muncii de cercetări și experimentări pentru a le obține. Între timp este numit director general al Fabricii experimentale "Heres" din Ialoveni (1973–1978) . În 1985 susține la Odesa teza de doctor habilitat Cercetarea și implementarea în practică a tehnologiei eficace de producere a vinului Xérès. Această tehnologie a sa este implementată pe larg în Moldova, Rusia, Ucraina și Bulgaria .
În 1986, în urma unei campanii impotriva alcoolului, lansată de președintele URSS-ului, Mihail Gorbaciov, Gheorghe Cozub a fost arestat, scos din partid și condamnat la 10 ani de privațiune de libertate. Execută 2 din cei 10 ani de închisoare, fiind eliberat și reabilitat în 1988.
Gheorghe Cozub a ocupat mai multe functii, printre care vicepreședinte al Asociației "Moldvinprom" între 1978-1983 și 1989-1990, viceministru al Viticulturii și Vinificației a Ministerului Agriculturii între 1983–1986 și 1990-1998. În perioada de 1986-1989 a fost conferențiar la Universitatea Tehnică a Moldovei .
Gheorghe Cozub a fost autor al tehnologiei de producere a 50 de vinuri și coniacuri, inclusiv vinurile "Heres" (sec, tare și desert), "Nobil", "Dionis", "Struguraș", "Sănătate" (unicul care este destinat pentru consum în spațiul cosmic și în cel submarin), coniacul "Barza Albă", coautor al coniacului Ambasador, etc. Este autorul Legii viei și vinului, adoptată de Parlamentul Republicii Moldova în 1994.
În anul 1997, Gheorghe Cozub a urmat cursurile de stagiere la Universitatea California, SUA. În perioada 1998–2001 a fost președinte al Filialei Germane "Giulting Korken" în Moldova (specializată în producerea și realizarea dopurilor de plută) iar din 2001 a fost director general al Fabricii de Vinuri S.A. "Imperial Vin" din raionul Cantemir. Din 2004 a deținut poziția de președinte al Uniunii Producătorilor și Exportatorilor de Vinuri din Moldova. Sub conducerea sa a fost elaborată Concepția dezvoltării complexului vitivinicol din Moldova până în anul 2020.
Gheorghe Cozub a fost președinte al Consiliului științific specializat pe lângă Institutul Național al Viei și Vinului pentru conferirea gradelor științifice de doctor și doctor habilitat la specialitatea Tehnologia produselor alimentare, alcoolice și nealcoolice (2000–2005). A participant la numeroase conferințe, simpozioane și expoziții republicane și internaționale organizate în Moldova, Ucraina, Rusia, România, Franța, Italia, SUA, Germania, Mexic, Portugalia, Bulgaria, Polonia. Începând cu anul 1995 Gheorghe Cozub și-a adus contribuția sa esențială la organizarea a 18 ediții a expoziției internaționale ExpoVin Moldova, a concursurilor internaționale de vinuri și distilate Wines & Spiritus Contest Winners, a Conferinței internaționale In wine.
Gheorghe Cozub a fost membru al colegiilor de redacție ale revistelor Виноделие и виноградарство СССР (1980–1986), Pomicultura, viticultura și vinificația Moldovei (1981–1986) și Viticultura și vinificația în Moldova (2006), al Enciclopediei Виноградарство(vol. 1, 1986).
A încetat din viață la 17 aprilie 2009, în Chișinău, fiind înmormântat în Cimitirul Ortodox Central.

## Premii și distincții
- 1970 Ordinul "Drapelul Roșu de Muncă"
- 1974  en Ordinul "Insigna de onoare."
- 1974; 1983 Laureat al Premiului de Stat al R.S.S.M. în domeniul științei și tehnicii
- 1976 Titlul "Inginer emerit al R.S.S.M."
- 1982 Titlul "Vinificator de onoare al Franței" (Confrere d'Honneur de la Confrérie des Chevaliers du Tastevin, Saint Emilion, France)
- 1997 Ordinul "Gloria Muncii"
- 2007 Ordinul Republicii [6]

## Publicații (selecție)
Autor a peste 200 de lucrări științifice, inclusiv 12 monografii. Deținător a 70 de brevete de invenție.
- Cozub Gheorghe, Rusu Emil. Producerea Vinurilor in Moldova. ISBN 9975904009 / 9789975904001 / 9975-904-00-9
- Cozub Gheorghe, Guzun Nicolae, et.al. Pomicultură, viticultură și vinificația în Moldova. Chisinau: Universul, 1995.